# Biserica de lemn din Jac

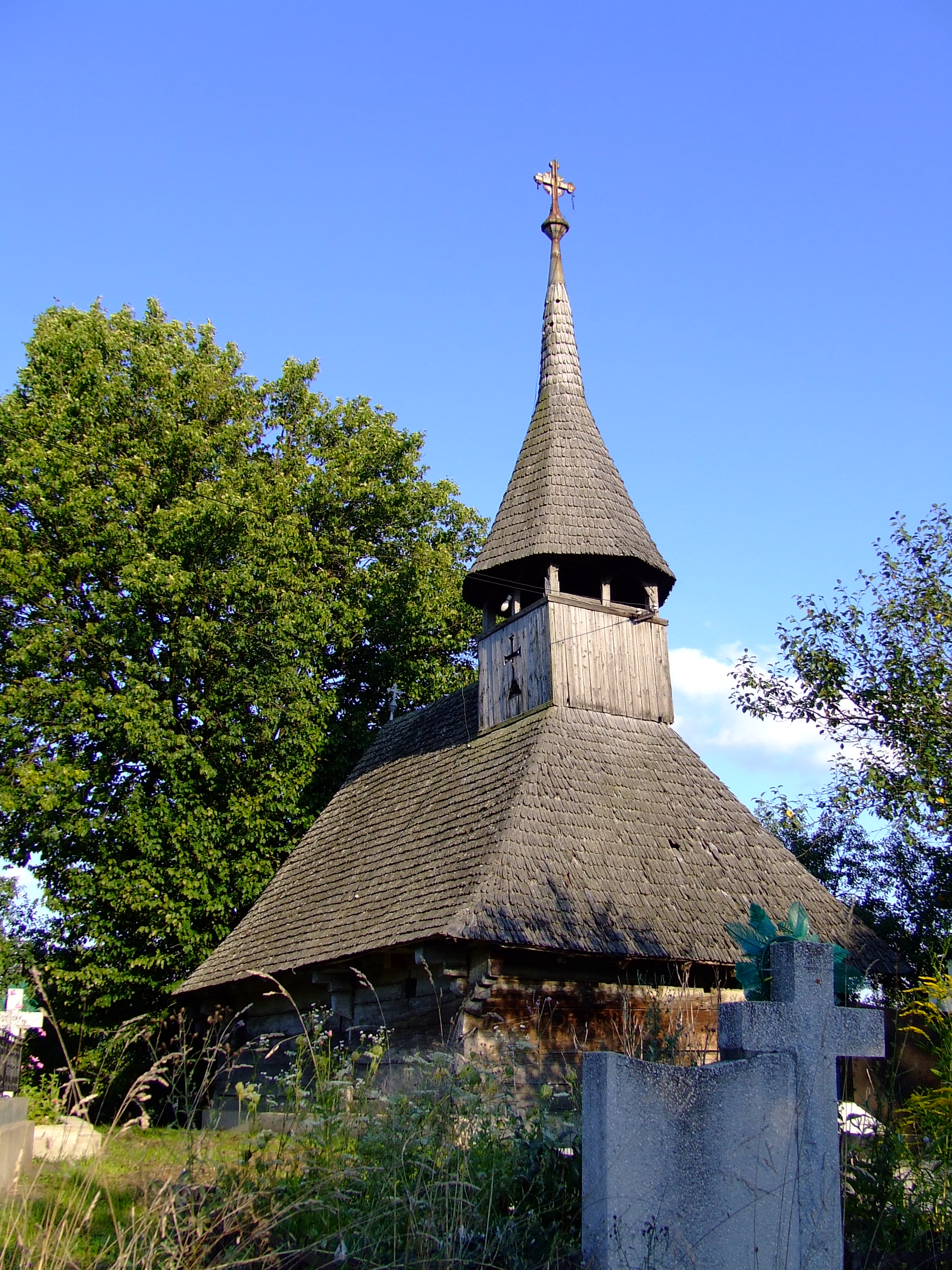
Biserica de lemn din Jac

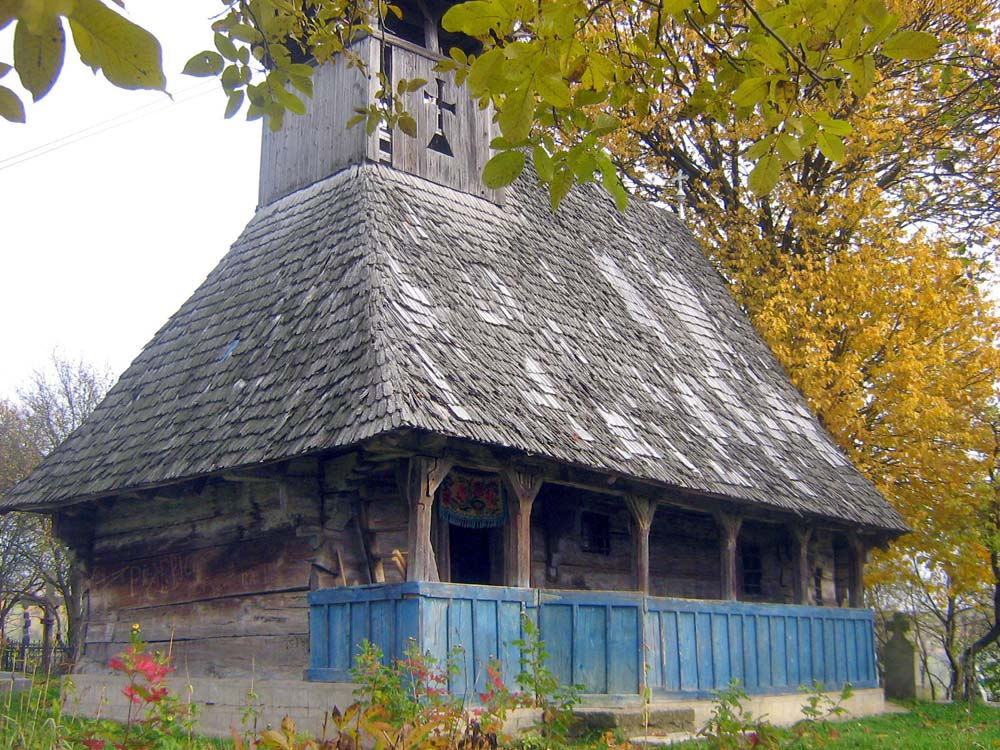
Fața dinspre miazăzi și latura dinspre apus

Biserica de lemn din Jac se află în localitatea omonimă din județul Sălaj și este datată din anul 1756. Biserica se află pe noua listă a monumentelor istorice sub codul LMI:  SJ-II-m-B-05074.

## Imagini

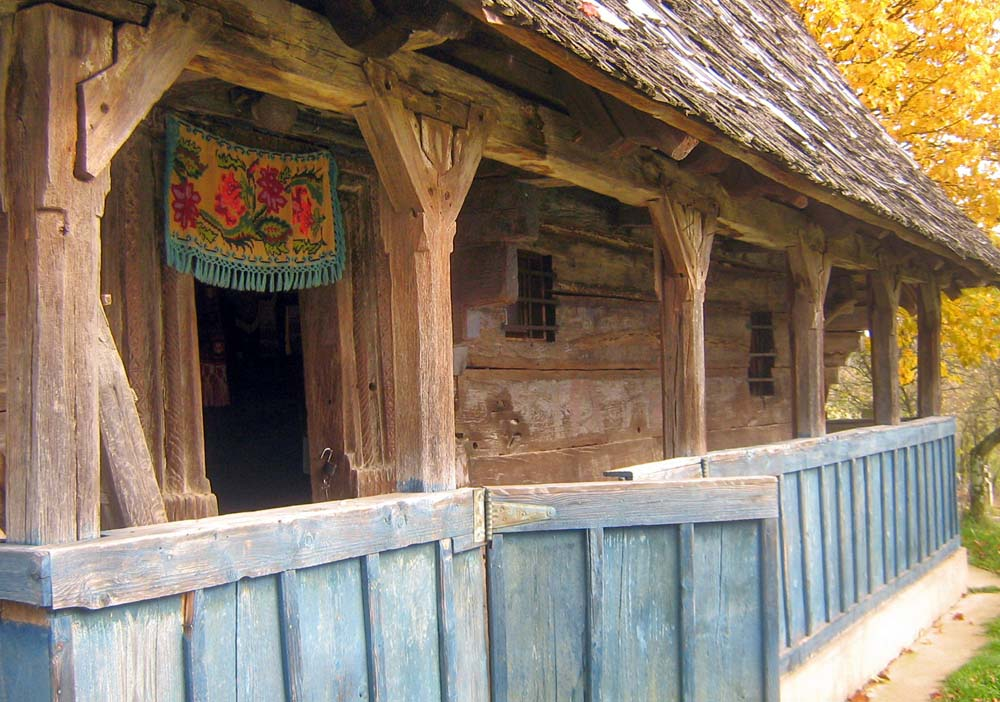
Târnațul, 2007
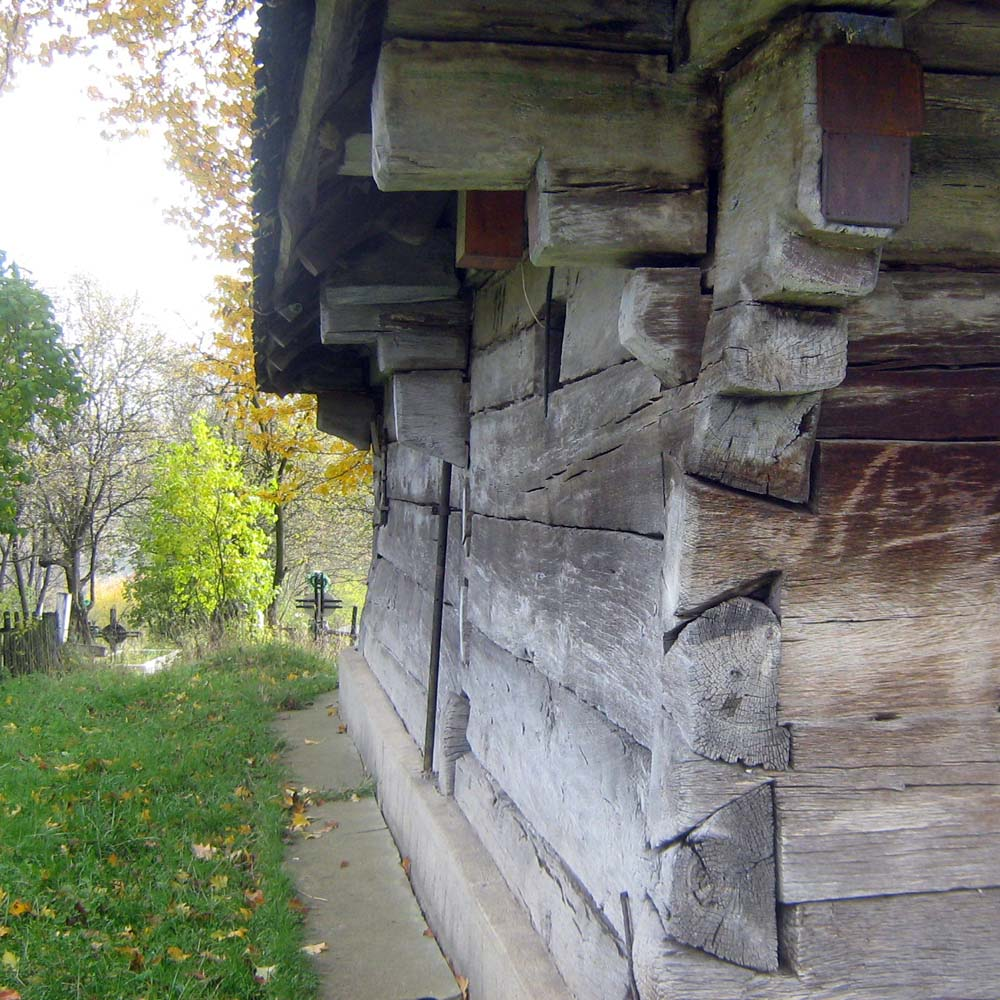
Dosul bisericii, nord, 2007
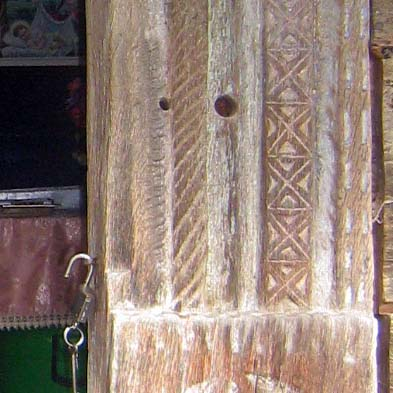
Ușorul drept la intrare, detaliu, 2007
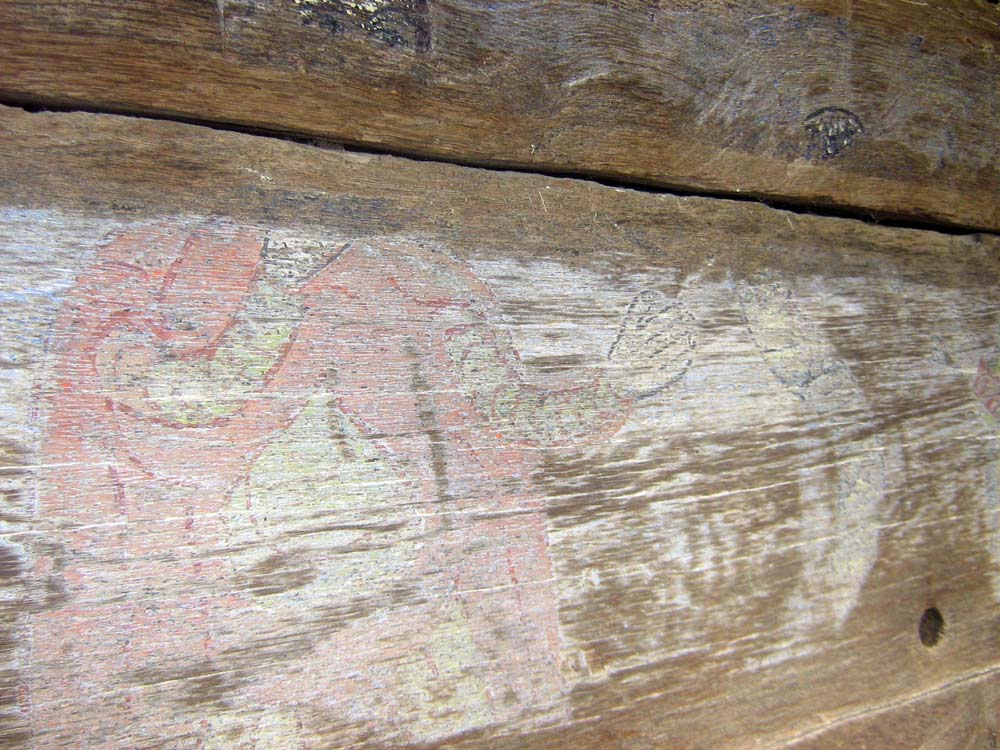
Urme de pictură parietală în târnaț, 2007
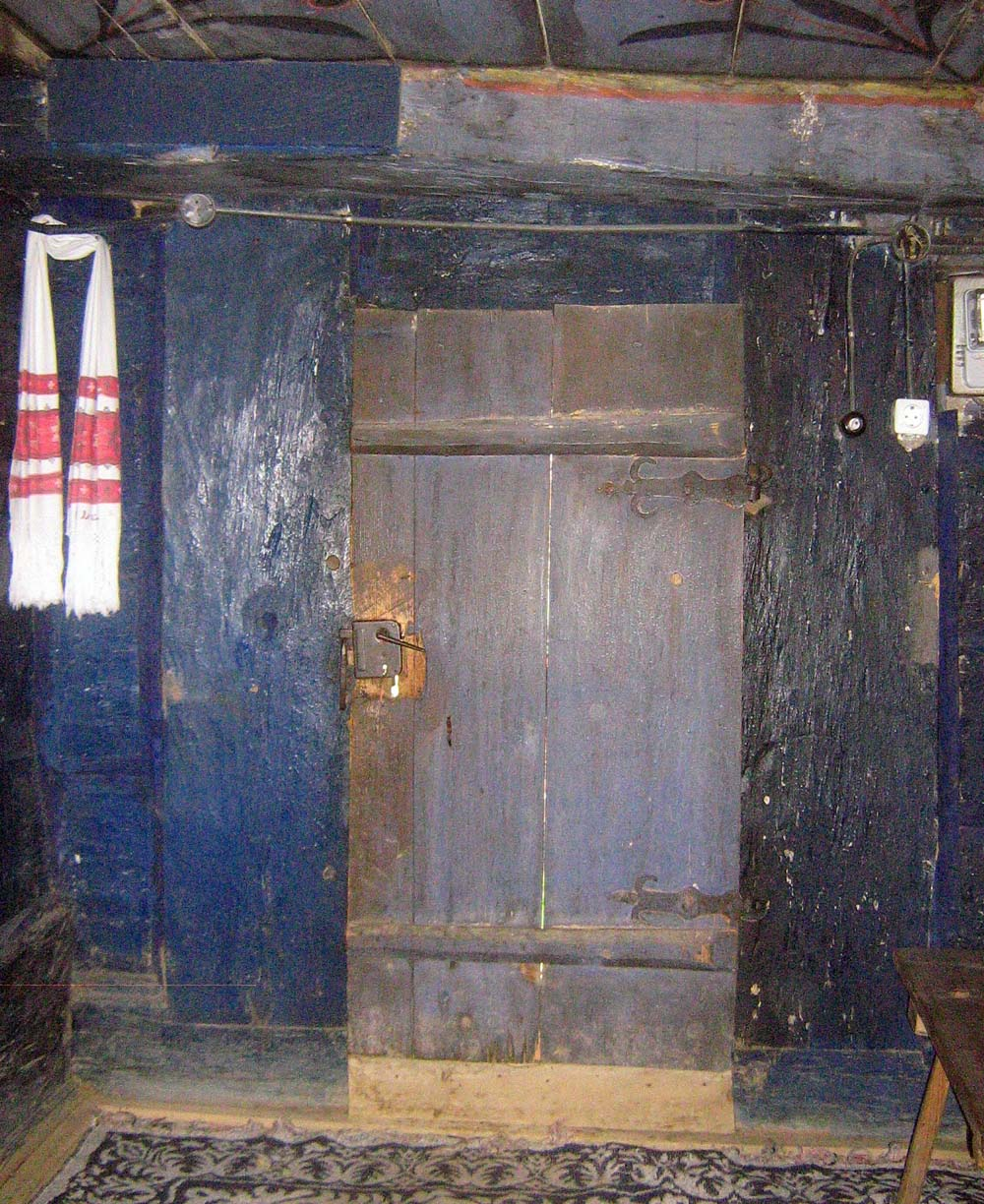
Dosul ușii de intrare, 2007
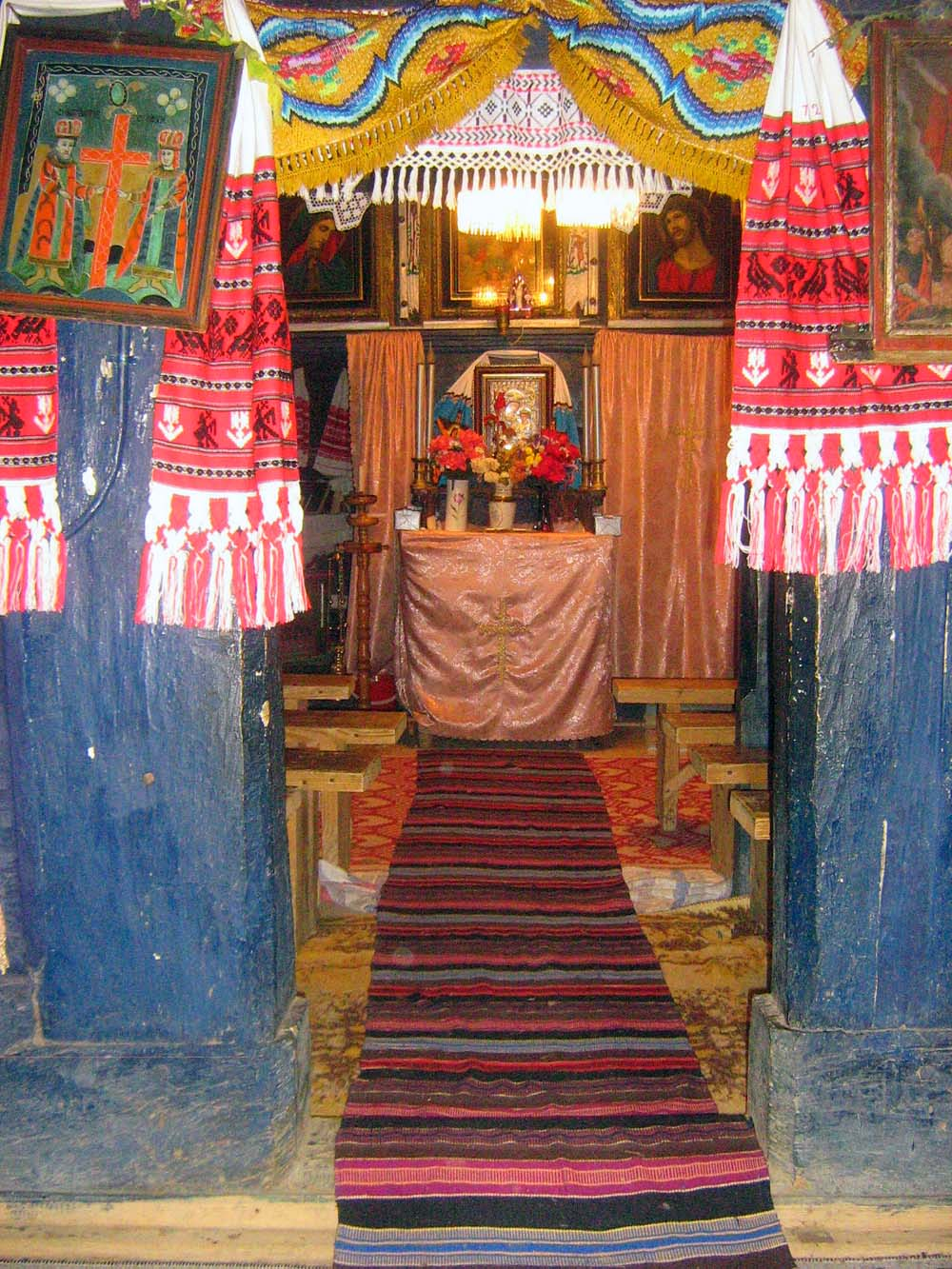
Intrarea în navă, 2007
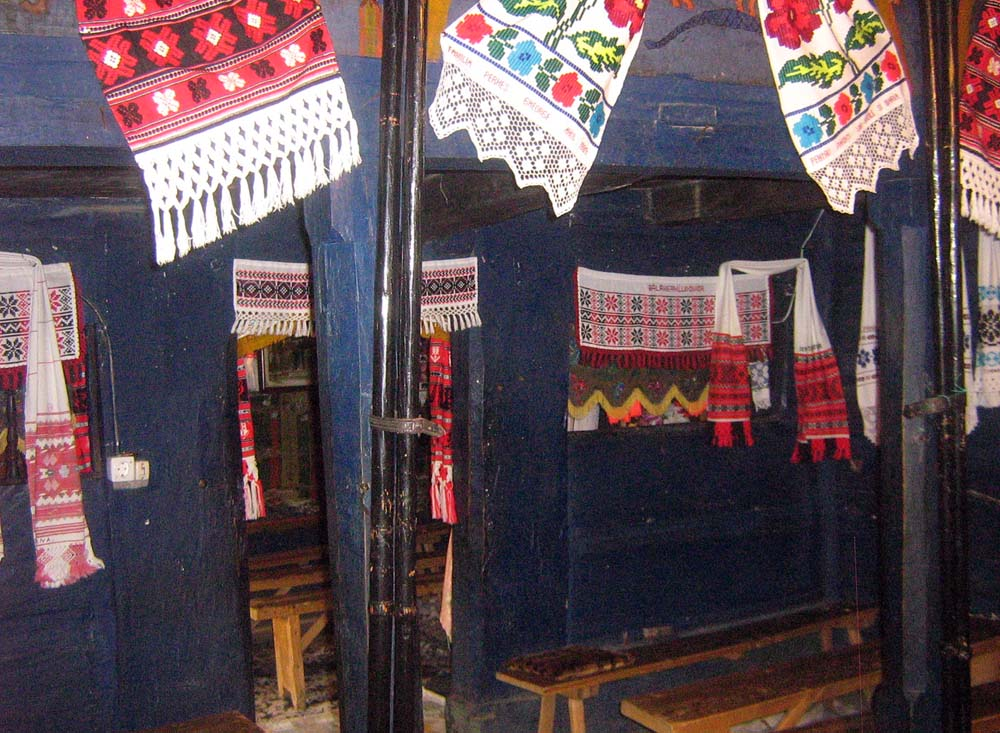
Peretele dinspre femei, în navă, 2007
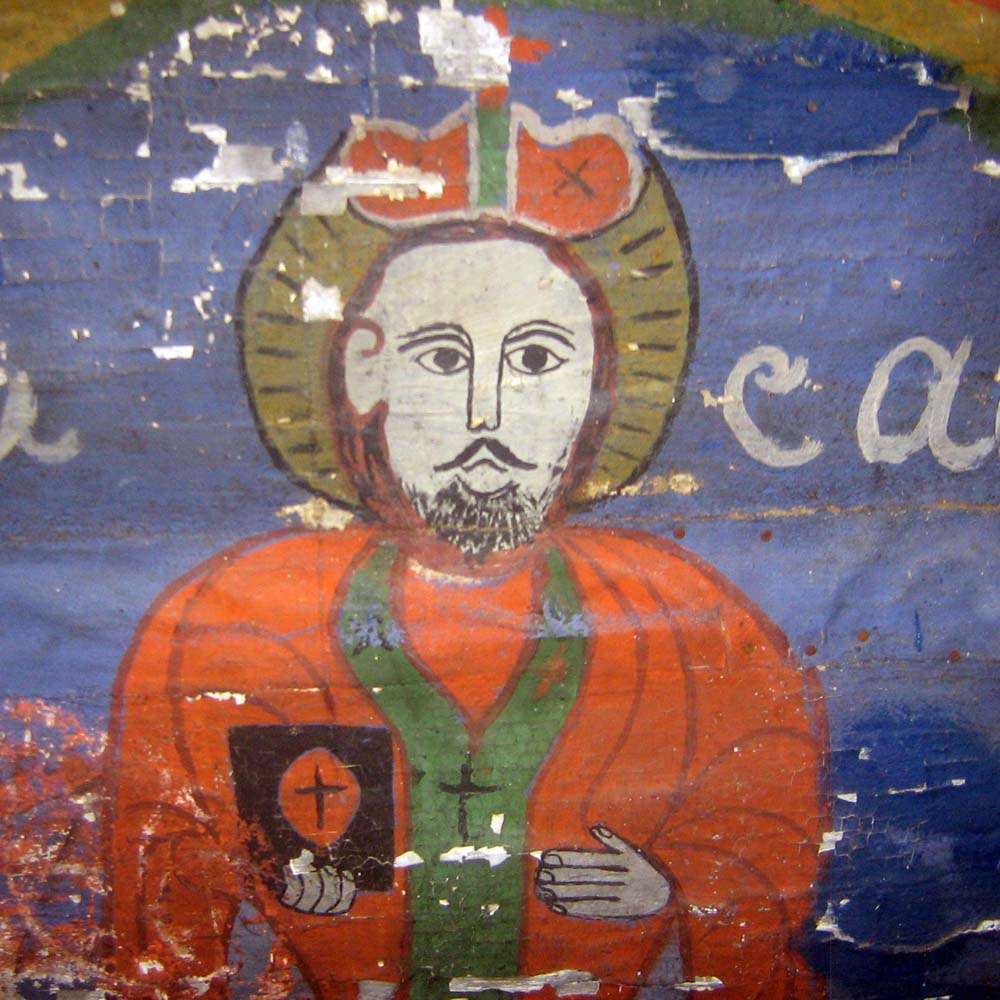
Pictură parietală interioară, 2007